# Duck Dodgers
Duck Dodgers er en amerikansk animeret tv-serie baseret på den teatralske animerede kortfilm fra 1953 af samme navn. Serien blev produceret af Warner Bros. Tegnefilmen kørte fra 2003 til 2005. Duck Dodgers er en tegneserie science fiction-serie, med Looney Tunes -karaktererne i metafiktive roller, med karakteren Daffy Duck som titelkarakteren. Den blev oprindeligt sendt på Cartoon Network.

## Medvirkende

### Danske Stemmer
| Skuespiller        | Rolle           |
| ------------------ | --------------- |
| Henrik Koefoed     | Duck Dodgers    |
| Lars Thiesgaard    | Marvin Marsmand |
| Øvrige medvirkende |                 |
| Dennis Hansen      |                 |
| Peter Røschke      |                 |
| Puk Scharbau       |                 |
| Sonny Lahey        |                 |
| Vibeke Dueholm     |                 |

## Afsnit
| Sæson | Sæson | Afsnit | Oprindelig sendt  | Oprindelig sendt  | Netværk         |
| Sæson | Sæson | Afsnit | Start             | Slut              | Netværk         |
| ----- | ----- | ------ | ----------------- | ----------------- | --------------- |
|       | 1     | 13     | 6. september 2003 | 22. november 2003 | Cartoon Network |
|       | 2     | 13     | 14. august 2004   | 9. oktober 2004   | Cartoon Network |
|       | 3     | 13     | 11. marts 2005    | 11. november 2005 | Boomerang       |

## Modtagelse

### Anerkendelser
Duck Dodgers blev nomineret i 2004 Annie Award for enestående præstation i en animeret tv-produktion produceret for børn, musik i en animeret tv-produktion, produktionsdesign i en animeret tv-produktion og stemmeskuespil i en animeret tv-produktion. Den vandt Annie-prisen i 2004 for Music in an Animated Television Production, musik af Robert J. Kral. Den blev også nomineret til en Emmy Award for enestående lydredigering – Live Action og Animation og Special Class Animated Program i 2004, og igen i 2005. Den vandt senere for fremragende performer i et animeret program - Joe Alaskey.